# Bricy
Bricy és un municipi francès, situat al departament del Loiret i a la regió de Centre – Vall del Loira. L'any 2007 tenia 594 habitants.

## Demografia

### Població
El 2007 la població de fet de Bricy era de 594 persones. Hi havia 164 famílies, de les quals 40 eren unipersonals (24 homes vivint sols i 16 dones vivint soles), 56 parelles sense fills, 60 parelles amb fills i 8 famílies monoparentals amb fills.
La població ha evolucionat segons el següent gràfic:
Habitants censats

### Habitatges
El 2007 hi havia 184 habitatges, 169 eren l'habitatge principal de la família, 5 eren segones residències i 9 estaven desocupats. 178 eren cases i 5 eren apartaments. Dels 169 habitatges principals, 131 estaven ocupats pels seus propietaris, 26 estaven llogats i ocupats pels llogaters i 12 estaven cedits a títol gratuït; 1 tenia una cambra, 6 en tenien dues, 14 en tenien tres, 35 en tenien quatre i 113 en tenien cinc o més. 146 habitatges disposaven pel capbaix d'una plaça de pàrquing. A 52 habitatges hi havia un automòbil i a 105 n'hi havia dos o més.

### Piràmide de població
La piràmide de població per edats i sexe el 2009 era:
| Homes | Edats   | Dones |
| ----- | ------- | ----- |
| 0     | 95 o +  | 0     |
| 0     | 90 a 94 | 0     |
| 8     | 85 a 89 | 4     |
| 0     | 80 a 84 | 0     |
| 8     | 75 a 79 | 8     |
| 0     | 70 a 74 | 8     |
| 4     | 65 a 69 | 0     |
| 8     | 60 a 64 | 8     |
| 0     | 55 a 59 | 4     |
| 28    | 50 a 54 | 12    |
| 20    | 45 a 49 | 16    |
| 24    | 40 a 44 | 16    |
| 28    | 35 a 39 | 36    |
| 44    | 30 a 34 | 8     |
| 28    | 25 a 29 | 24    |
| 52    | 20 a 24 | 12    |
| 8     | 15 a 19 | 52    |
| 16    | 10 a 14 | 24    |
| 12    | 5 a 9   | 20    |
| 16    | 0 a 4   | 12    |

## Economia
El 2007 la població en edat de treballar era de 446 persones, 312 eren actives i 134 eren inactives. De les 312 persones actives 303 estaven ocupades (202 homes i 101 dones) i 9 estaven aturades (1 home i 8 dones). De les 134 persones inactives 17 estaven jubilades, 24 estaven estudiant i 93 estaven classificades com a «altres inactius».

### Ingressos
El 2009 a Bricy hi havia 171 unitats fiscals que integraven 450 persones, la mediana anual d'ingressos fiscals per persona era de 19.323 €.

### Activitats econòmiques
Dels 6 establiments que hi havia el 2007, 2 eren d'empreses de fabricació d'altres productes industrials, 3 d'empreses de construcció i 1 d'una empresa de comerç i reparació d'automòbils.
Dels 3 establiments de servei als particulars que hi havia el 2009, 1 era una fusteria i 2 lampisteries.
L'únic establiment comercial que hi havia el 2009 era una llibreria.
L'any 2000 a Bricy hi havia 4 explotacions agrícoles que ocupaven un total de 604 hectàrees.

## Equipaments sanitaris i escolars
El 2009 hi havia una escola elemental integrada dins d'un grup escolar amb les comunes properes formant una escola dispersa.

## Poblacions més properes
El següent diagrama mostra les poblacions més properes.